# 谢雷舍沃区
谢雷舍沃区（俄语：Серышевский район）是俄罗斯联邦阿穆尔州下辖的一个区，其行政中心为谢雷舍沃。据2016年统计，该区的人口为24465人。